# Актепа (канал)
Актепа́ или Актепе́ (узб. Oqtepa) — канал в Ташкенте, правый отвод канала Бурджар. Протекает по исторической местности Актепа, недалеко от канала расположено городище Чиланзар Актепа. На канале возведена Актепинская ГЭС.

## История топонимаАктепе
Своё название — Актепе́ — канал получил от места, в котором он протекает. В переводе на русский язык словосочетание ак и тепе означает белый холм. Недалеко от русла канала находится городище — Актепе́, представляющее собой несколько небольших холмов. Как показали производимые в XX века археологами раскопки, укреплённое поселение на этом месте существовало в эпоху существования государства Чач в Ташкентском оазисе. Согласно найденным археологическим находкам, можно предположить, что здесь, в районе Актепе, находящемся приблизительно в 7 км от центральной резиденции правителя Чача, располагалось крупное религиозное святилище.

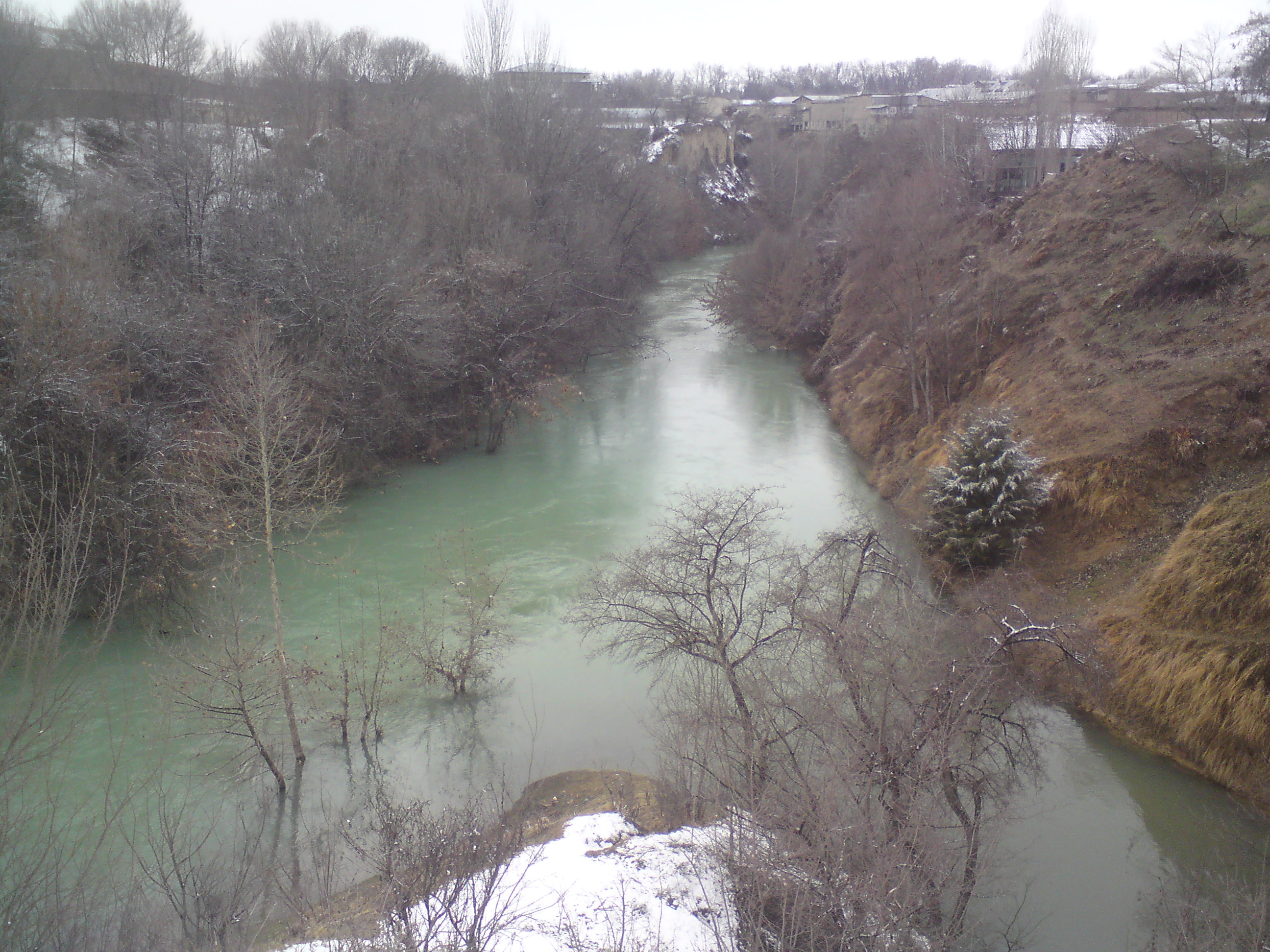
Канал Актепа (слева) впадает в Нижний Бозсу

Канал прорыт в 1937—1939 гг. одновременно с возведением Актепинской ГЭС.

## Описание
Берёт начало в районе Национального парка имени Алишера Навои. Течёт в западном направлении, пересекая проспект Бунёдкор, площадь Актепа, Малую Кольцевую дорогу, а также Чиланзарскую линию метрополитена (здесь построен мост-эстакада). В нижнем течении на канале стоит Актепинская ГЭС.
За Малой Кольцевой дорогой впадает в Нижний Бозсу, значительно увеличивая объём воды в нём.

## Катастрофа на канале Актепе

Расположение канала Актепа на схеме каналов Ташкента.

19 января 1973 года, около 7 часов утра рейсовый автобус (типа ЛиАЗ) маршрута 131 Беш-Агач — Мясокомбинат, маршрут которого проходил вдоль канала Актепе, отъехав от остановки «1-й мост», начал обгонять идущий впереди троллейбус, но водитель автобуса не справился с управлением на скользкой зимней дороге. На гололёде автобус занесло, и он, съехав с дороги, упал с крутого обрыва в канал.
Спастись удалось только водителю, успевшему открыть дверь кабины и выскочить на ходу из автобуса, и молодому человеку, находившемуся в момент происшествия рядом с кабиной водителя — ему удалось выбраться из автобуса через открытую дверь кабины водителя.
Спасательные работы были в значительной степени затруднены сложным рельефом местности в этом месте — высокие обрывистые берега и быстрое течение воды, а также низкой температурой воды в канале (около +7 °C), что также способствовало большому числу жертв этой трагедии. По архивным данным дневная температура воздуха в Ташкенте 18 января 1973 года составляла −5,5 °C, а 19 января −6,5 °C, поэтому пассажиры автобуса были одеты в тяжёлую, зимнюю одежду, которая во время случившегося также затрудняла им возможность спасения.
На приведённой схеме место трагедии 19 января 1973 года обозначено чёрной точкой с крестом..